# 나카시마 고헤이
나카시마 고헤이(일본어: 中島 康平, 1989년 12월 7일 ~ )는 일본의 전 축구 선수이다.

## 구단 경력
과거 FC 기후, FC 마치다 젤비아에서 활동하였다.